# تنخو
تنخو (انگلیسی: Tenjo) نام شهری در کشور کلمبیا است.